# Niu Jianfeng
Niu Jianfeng (牛剑锋S; 3 aprile 1981) è un'ex tennistavolista cinese.

## Carriera
Nel punto massimo della propria carriera ha conquistato la medaglia di bronzo nel doppio alle Olimpiadi di Atene 2004, assieme alla compagna Guo Yue.